# Gunnar Jamvold
Gunnar Petter Jamvold (Horten, 22 aprile 1896 – Horten, 9 settembre 1984) è stato un velista norvegese, vincitore della medaglia d'oro nella classe 10 metri (regole 1907) a Anversa 1920 a bordo dell'imbarcazione Eleda.
Era il cugino di Peter Jamvold, anche lui velista.

## Palmarès
- Giochi olimpici

Anversa 1920: oro nella classe 10 metri (regole 1907).